# Carl Leverkus

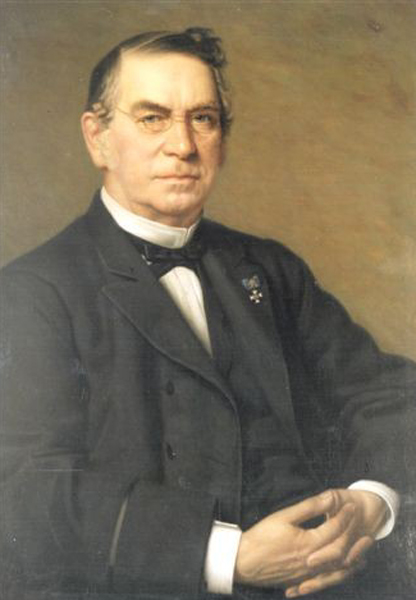
Carl Leverkus, Gemälde von Heinrich Johann Sinkel, 1888

Carl Leverkus (* 5. November 1804 in Wermelskirchen; † 1. Februar 1889 im heutigen Leverkusen) war ein deutscher Apotheker und Chemieunternehmer; er ist der Namensgeber der Stadt Leverkusen.

## Werdegang
Er begann 1822 eine Apothekerlehre und studierte dann an der Universität Marburg. Nach einer Anstellung als Apothekergehilfe in Trier ging er nach Paris, arbeitete dort in einer Apotheke und studierte abends Chemie an der Sorbonne. 1829 legte er in Berlin das Apotheker-Examen ab. In Gießen promovierte er 1830 zum Dr. phil. mit einer Arbeit über die Chemie des Silbers. Die Arbeit wurde von Justus von Liebig bewertet.
In Wermelskirchen eröffnete er 1834 die erste Fabrik zur Herstellung künstlichen Ultramarinblaus. Später verlegte er seine Fabrik auf den Kahlberg bei Wiesdorf. Er nannte die neu entstehende Siedlung „Leverkusen“ nach dem bei Lennep liegenden gleichnamigen Familiensitz Leverkusen, noch heute eine Hofschaft in Remscheid. Die Fabrik wurde zu einem Musterbetrieb mit den neuesten Einrichtungen der Technik und ein großer wirtschaftlicher Erfolg.
Carl Leverkus und seine Frau Juliane Augusta engagierten sich in sozialen Belangen; so kümmerten sie sich intensiv um die Belange der Belegschaft, gründeten einen eigenen Werkschor und eine eigene freiwillige Werkfeuerwehr, bauten Wohnungen und gründeten einen Konsumverein für die Arbeiter.
1884 erhielt Leverkus den Ehrentitel „Geheimer Kommerzienrat“ und die Ehrenbürgerwürde von Wermelskirchen.
1890 gründeten seine Söhne das Unternehmen Vereinigte Ultramarinwerke ehemals Leverkus, Zeltner und Consorten. Größter Partner war die Nürnberger Ultramarinfabrik Joh. Zeltner.
Nach seinem Tod verkauften seine Söhne 1891 einen Teil des Fabrikgeländes mit der Alizarinfabrik in Wiesdorf an die Elberfelder Farbenfabriken vorm. Friedr. Bayer & Co AG. Damit war Carl Leverkus’ Fabrik der Grundstein des Werks der heutigen Bayer AG in Leverkusen.
Leverkus heiratete 1838 Juliane Auguste Kipper und sie hatten elf Kinder. Er wurde in Wermelskirchen begraben. 1930 wurde er postum Namensgeber der Stadt Leverkusen. Ein Ururenkel von Leverkus war der deutsche Künstler Martin Kippenberger.